# Заболотье (Дзержинский район)
Заболо́тье (бел. Забалацце) — агрогородок в Станьковском сельсовете Дзержинского района Минской области Беларуси. Расположена в 12 километрах на восток от Дзержинска, в 10 километрах от железнодорожной станции Негорелое (линия Минск—Барановичи), в 48 километрах от Минска.

## Этимология
Название Заболотье является топонимом-ориентиром и указывает на то, что селение находится возле заболоченной местности, за болотом.

## История
Известна с XVII века. В 1620 году входила в состав имения Койданово в Минском повете Минского воеводства ВКЛ. В 1662 жители деревни жаловались хозяину имения на злоупотребление администрации. После Второго раздела Речи Посполитой (1793) в составе Российской империи. В 1800 году было 20 дворов, 84 жителя, владения князя Доминика Радзивилла. В середине XIX века принадлежала графу Эмерику Чапскому.
Во второй половине XIX — начале XX века была в Станьковской волости Минского уезда Минской губернии. В 1870 году в деревне было 130 ревизионных душ. В 1897 году было 66 дворов, 516 жителей. В 1912 году была открыта школа (одноклассное народное училище). В 1917 году было 82 двора, 547 жителей.
С 9 марта 1918 года в составе провозглашённой Белорусской Народной Республики, однако фактически находилась под контролем германской военной администрации. С 1 января 1919 года в составе Советской Социалистической Республики Белоруссия, а с 27 февраля того же года в составе Литовско-Белорусской ССР, летом 1919 года деревня была занята польскими войсками, после подписания рижского мира — в составе Белорусской ССР. С 20 августа 1924 года в составе Станьковского сельсовета. В 1926 году было 122 двора, 601 житель. Действовала начальная школа (в 1925 было 2 учителя, 114 учеников). В 1931 году организован колхоз «Пробуждение», работала кузница.
Во время Великой Отечественной войны с 28 июня 1941 года по 6 июля 1944 года деревня была оккупирована немецко-фашистскими захватчиками. В 1943 году оккупанты убили 19 мирных жителей, на фронте погибло 37 жителей. В послевоенное время — центр колхоза «Непобедимый флаг», с 1970 года — имени Ленина. В 1960 году было 422 жителя. В 1971 году — 101 двор, 359 жителей.
В 1991 году было 82 хозяйства, 547 жителей. В 2009 году было 131 хозяйство, 418 жителей, в агрокомбинате «Дзержинский». В 2012 году на базе деревни Заболотье был образован агрогородок.

## Инфраструктура
- ГУО «Заболотский УПК базовая школа-детский сад»;
- Заболотский фельдшерско-акушерский пункт;
- Заболотский сельский дом культуры;
- Заболотская сельская библиотека;
- Заболотский комплексно-приёмный пункт;
- Заболотское отделение «Белпочты»;
- два продуктовых магазина[5].

Также в агрогородке действует религиозная община христиан Веры Евангельской.

## Улицы
- улица Мира (бел. вуліца Міру);
- Новая улица (бел. Новая вуліца);
- Пролетарская улица (бел. Пралетарская вуліца);
- Озёрная улица (бел. Азёрная вуліца);

## Население
| Численность населения (по годам) | Численность населения (по годам) | Численность населения (по годам) | Численность населения (по годам) | Численность населения (по годам) | Численность населения (по годам) | Численность населения (по годам) | Численность населения (по годам) |
| 1800                             | 1897                             | 1917                             | 1926                             | 1960                             | 1971                             | 1991                             | 1999                             |
| -------------------------------- | -------------------------------- | -------------------------------- | -------------------------------- | -------------------------------- | -------------------------------- | -------------------------------- | -------------------------------- |
| 84                               | ↗516                             | ↗547                             | ↗601                             | ↘422                             | ↘359                             | ↗547                             | ↘405                             |
| 2004                             | 2010                             | 2017                             | 2018                             | 2020                             |                                  |                                  |                                  |
| ↗411                             | ↗418                             | ↗454                             | ↘436                             | ↗442                             |                                  |                                  |                                  |

## Достопримечательности
- Могила жертв фашизма, расположено на сельском кладбище. Здесь похоронены 19 жителей деревни Заболотье и Коски, застреленных оккупантами в 1943 году.
- В центре деревни расположен памятник землякам около здания правления колхоза имени Ленина в память о 70 жителей деревни, которые погибли в борьбе с гитлеровскими оккупантами[8].
- Могила святой блаженной Валентины Минской —  Историко-культурная ценность Республики Беларусь, шифр 613Д000672.
- Храм-часовня в честь святой блаженной Валентины Минской, на сельском кладбище.